# Dublinia
Dublinia és un museu de recreació històrica de Dublín, Irlanda, centrada en el passat viking i medieval de la ciutat. Dublinia es troba en una zona que pertany a la catedral Christ Church de Dublín, coneguda com la Sala del Sínode.
S'hi poden veure recreacions de com eren i es comportaven els vikings i els dublinesos medievals. Compta amb recreacions d'edificis d'època vikinga i medieval (cases, etc.) i escenes de carrer.
L'exposició es va inaugurar el 1993, i va ser reurbanitzada el 2010 amb un cost de 2 milions d'euros. El museu atrau més de 125.000 visitants a l'any.